# 覚音寺 (大町市)
覚音寺（かくおんじ）は長野県大町市八坂にある寺院。現在は金峯山修験本宗に属し、本堂、観音堂や庫裡が残る。仁科三十三番札所の二十三番番札所である。

## 歴史
本尊の千手観音立像（像高約168センチメートル）の胎内から、昭和10年（1935年）の解体修理の際、紙本摺仏千手観音像18枚、白銅製円形和鏡1面、表裏に墨書のある木札が発見された。
木札の墨書銘によれば、治承3年（1179年）に仁科盛家とその縁者が施入したもので、「信州安曇郡御厨藤尾郷」に属し、「覚薗寺」といい、快尊上人が勧請して建立したとされるが、開創年代は未詳である。また信濃国をさして「信州」という呼称の初出とされている。脇侍の持国天立像（建久5年銘、像高約176センチメートル）、多聞天立像（建久6年銘、像高約160センチメートル）は、本尊とともに重要文化財に指定されている。
当初は戸隠山の天台宗勧修院の隠居寺であったが、次第に衰微した。江戸時代には幾度か補修を重ね、文禄4年（1595年）に安曇郡の国衆細萱河内守長知が観音堂を再興し、広津の成就院2世によって曹洞宗に改宗したとされる。宝永7年（1710年）弾誓寺の木食山居故信法阿によって本尊が修復された。昭和23年（1948年）に寺号を取得、金峯山寺の末寺となった。
現在の観音堂は明治45年（1912年）の類焼後に再建された。

## 文化財
重要文化財
- 木造千手観音立像（藤尾観音堂安置） 像内納入木札に治承三年十一月廿八日とあり[1]
  - 附 銅鏡菊ニ双雀文様 1面
- 木造持国天立像・多聞天立像[1]